# Heiste

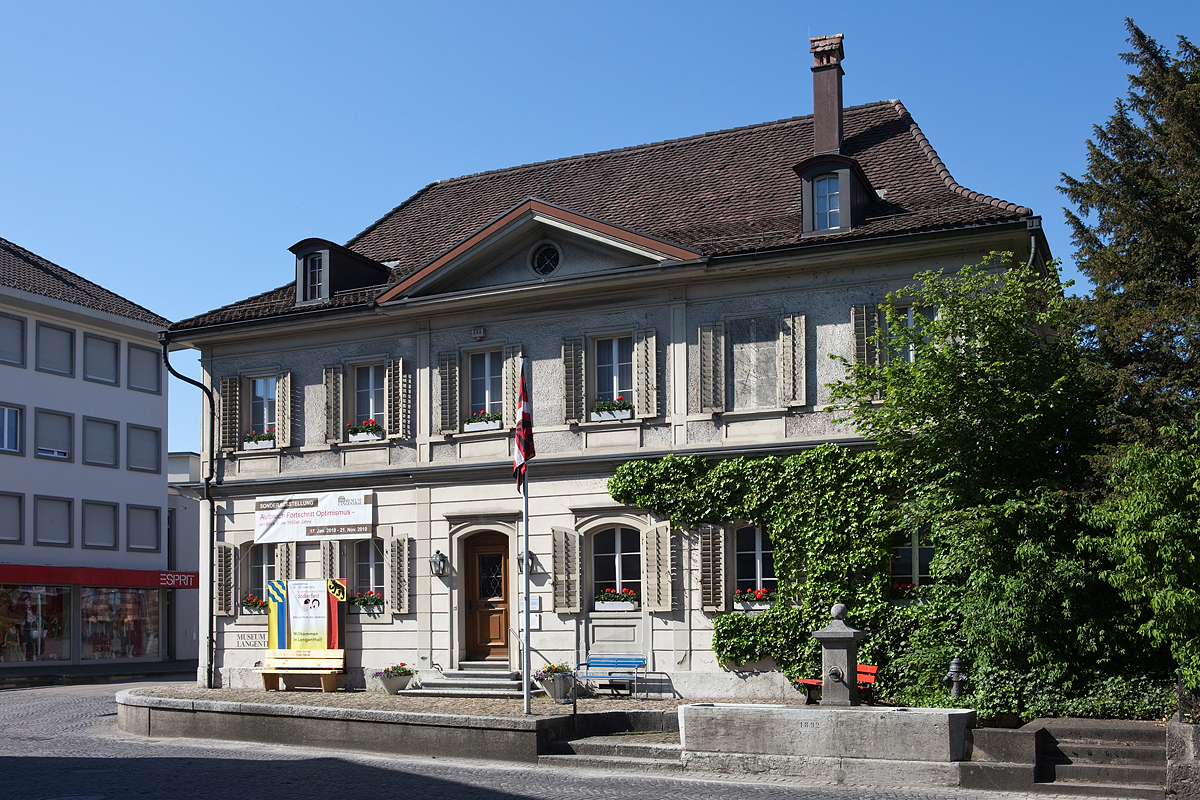
Museum Langenthal mit Heiste

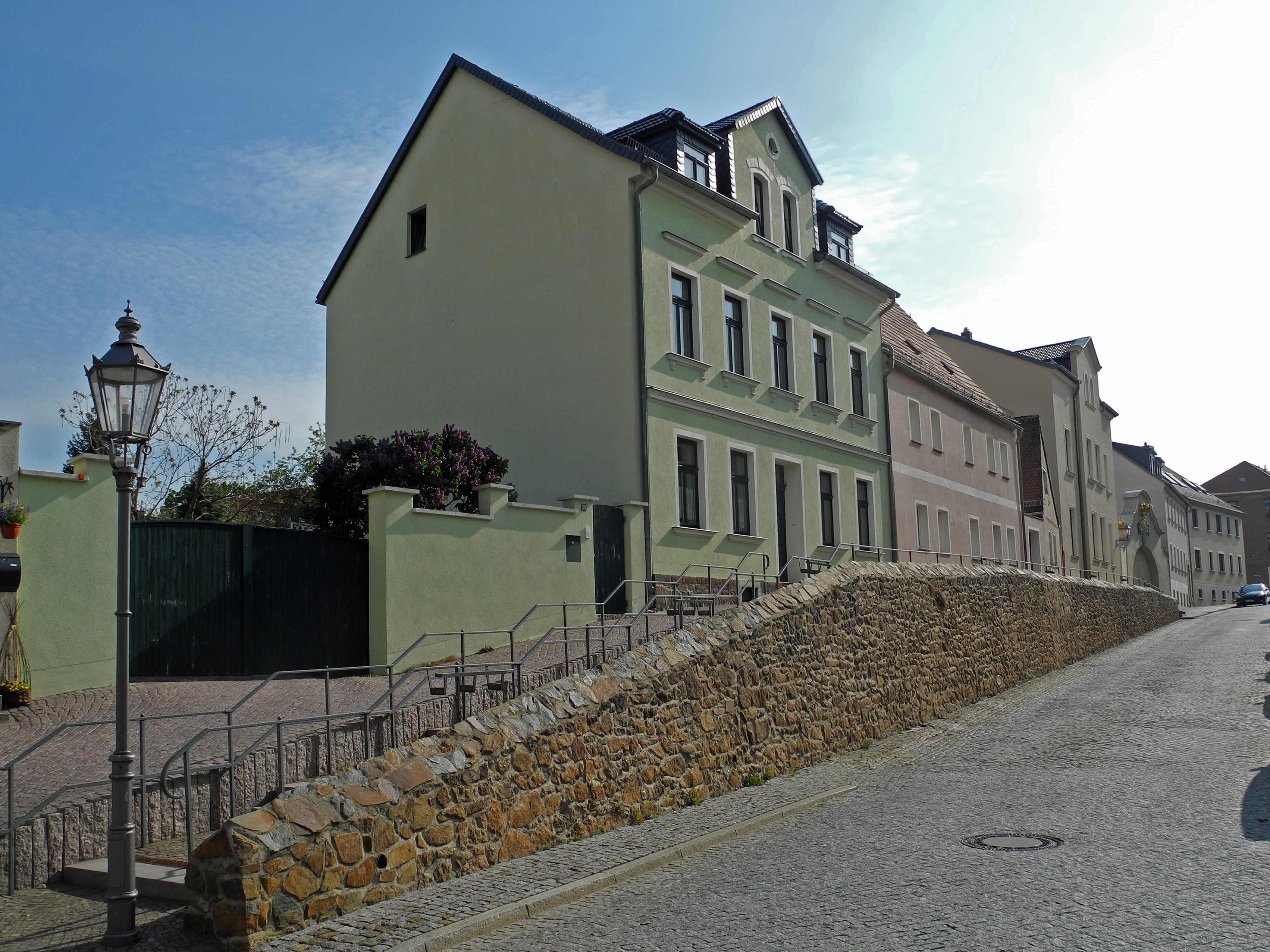
Stützmauer (Heiste) an den Wohnhäusern in Wurzen, Crostigall 42–50

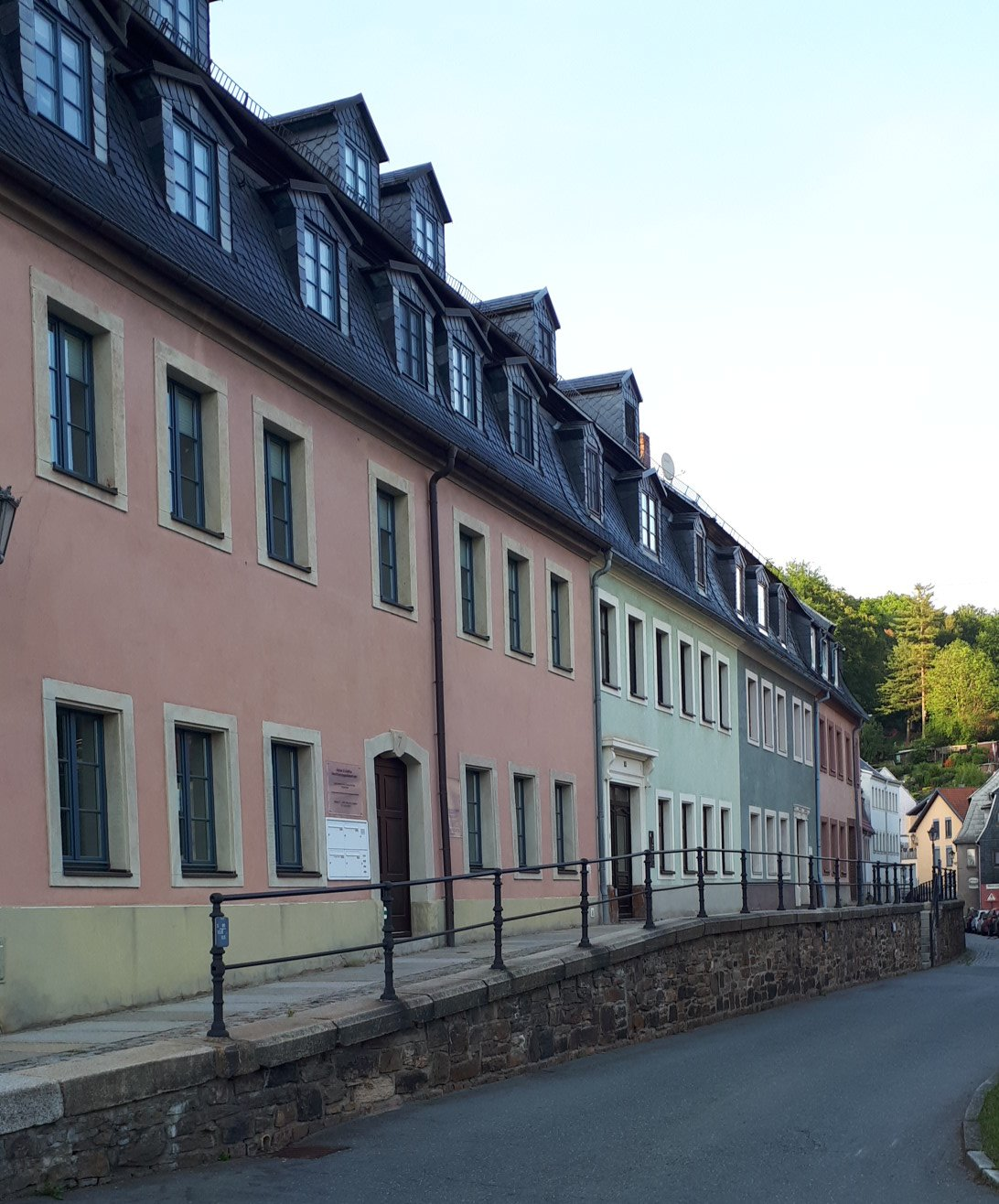
Heiste an der Karlstraße in Hohenstein-Ernstthal

Eine Heiste ist ein erhöhter, von der eigentlichen Straße abgetrennter Weg der zur Haustür oder an einer Häuserzeile entlang von Haustür zu Haustür führt. 
Die Heiste kann mehrere Funktionen haben:
- Sie diente in der Vergangenheit dazu, Fußgänger vor dem Straßenstaub und bei Regenwetter vor dem Straßenschlamm zu schützen.
- Sie dient dazu den Zugang zu Häusern, die aufgrund von einem starken Seitengefälle der Straße schlecht zu erreichen sind, zu erleichtern.
- Sie dient dazu in Orten mit starkem Höhenunterschied zwischen den Häusern verschiedener Straßenseiten die Straße in zwei Teile zu trennen, die auf unterschiedlichem Niveau liegen.

Bei Heisten, die an ganzen Häuserzeilen entlangführen, ermöglichen oft Treppen das Aufsteigen vom Fahrweg zur Heiste. Der Gehweg ist in der Regel mit einem Geländer zur Fahrwegseite gesichert.
Orte mit Heisten:
- Eine berühmte Heiste findet man Schweizer Dorf Langenthal, dort dienen sie zum Schutz vor den häufigen Hochwassern.
- In Wurzen findet man an der Crostigall eine Heiste.
- In Hohenstein-Ernstthal gibt es mehrere Heisten.
- In Waldheim gibt es eine Heiste.

Lexikon von Waldheim. Abgerufen am 10. Mai 2024.